# Tim Staffell
Timothy John Staffell (Londres, 24 de fevereiro de 1948) é um músico e designer britânico. Foi membro da banda Smile, que incluia o guitarrista Brian May e o baterista Roger Taylor. Depois da saída de Staffel, entraram para a banda Freddie Mercury e John Deacon para formar o Queen.